# Corrie Free Church

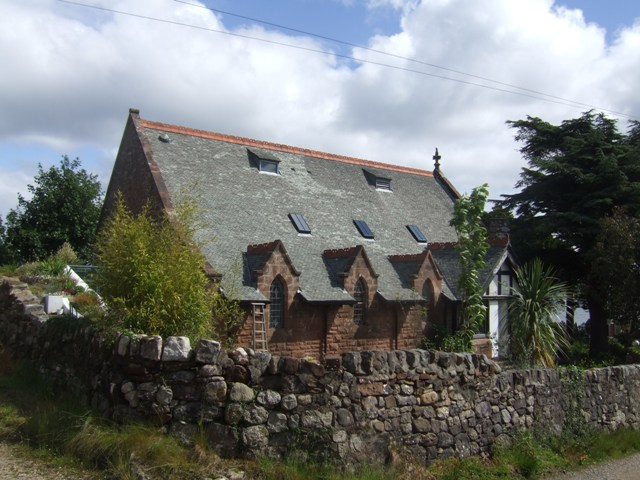
Corrie Free Church

Die Corrie Free Church ist ein ehemaliges Kirchengebäude der reformierten Free Church of Scotland in der schottischen Ortschaft Corrie auf der Insel Arran in der Council Area North Ayrshire. Es ist nicht zu verwechseln mit der Corrie Church der Church of Scotland. 1994 wurde das Bauwerk in die schottischen Denkmallisten in der Denkmalkategorie B aufgenommen. Im Jahre 2004 wurde die Corrie Free Church profaniert und umgenutzt. Sie beherbergt nun zwei Wohnungen.

## Beschreibung
Das Gebäude wurde Im Jahre 1894 errichtet. Es liegt etwas zurückversetzt von der Uferstraße (A841) im Süden Corries. Die Kirche weist einen länglichen Grundriss auf und ist im schlichten neogotischen Stil gestaltet. Das Mauerwerk besteht aus bossiertem, rotem Sandstein. Die Corrie Free Church besitzt ein Sockelgesimse und schließt mit einem schiefergedeckten Satteldach mit dekorativen Firstziegeln aus Terrakotta. Der Eingangsbereich befindet sich traufseitig an der Südostseite. Er ist mit Fachwerk und einem zweiflügligen, hölzernen Eingangsportal mit Spitzbogen gestaltet. Links sind drei Spitzbogenfenster in Zwerchgiebeln angeordnet. Die gegenüberliegende Nordfassade ist entsprechend gestaltet und fünf Achsen weit. An der Nord- und Südseite sind schlichte Bleiglasfenster im Jugendstil verbaut.